# Consejo de Defensa del Patrimonio Histórico del Estado de São Paulo
El Consejo de Defensa del Patrimonio Histórico, Arqueológico, Artístico y Turístico (CONDEPHAAT) es un órgano subordinado a la Secretaría de Cultura del estado de São Paulo y creado por Ley Estadual N° 10 247, del 22 de octubre de 1968.
Su función es identificar, proteger y preservar los bienes muebles e inmuebles del patrimonio histórico, arqueológico, artístico, turístico, cultural y ambiental del estado de São Paulo, con capacidad legal para catalogar y declarar intangible dicho patrimonio. También tiene la facultad de definir la promoción y protección de estos lugares.
Cuenta con una unidad técnico-ejecutiva denominada Unidad de Preservación del Patrimonio Histórico (UPPH) que presta servicios de apoyo. Está dividida en dos grupos técnicos: el Grupo de Estudio de Inventario y Reconocimiento del Patrimonio Cultural y Natural y el Grupo de Conservación y Restauración de Bienes Catalogados. Entre los profesionales que trabajan en estos equipos hay sociólogos, arquitectos e historiadores.
Aun así, el CONDEPHAAT, tras tramitar con éxito la inscripción de un patrimonio, no es responsable de su conservación y restauración. En primer lugar, es responsable el propietario del bien, quien por otras medidas puede recibir fondos destinados al fomento de la cultura después del proceso. Todas las personas (particulares y empresas) pueden solicitar la inscripción de un bien en la lista.
Las denuncias sobre irregularidades y daños a estos bienes patrimoniales también deben presentarse ante el organismo formado principalmente por representantes de las Secretarías de Estado y de la Fiscalía General del Estado. Las infracciones pueden acarrear multas, entre otras medidas.

## Objetivos
El Consejo de Defensa del Patrimonio Histórico, Arqueológico, Artístico y Turístico (CONDEPHAAT) es responsable de la investigación, identificación, protección y valorización del patrimonio cultural de São Paulo, tal como se expresa en la Constitución del Estado de 1989 (artículo 261).